# Maatschap
Een maatschap (mts.) is een begrip uit het overeenkomstenrecht dat staat voor een samenwerkingsverband van twee of meer natuurlijke of rechtspersonen, vennoten genoemd, met als doel samen gegenereerde winst te verdelen. In de praktijk worden de deelnemers ook maten genoemd. Het is een vennootschap zonder rechtspersoonlijkheid, wat betekent dat iedere deelnemer persoonlijk aansprakelijk blijft. De vennoten brengen iets in, met het doel het voordeel dat daaruit voortvloeit  te delen. Ze kunnen zaken inbrengen als arbeid, geld, goederen, kennis, klanten, handelsmerken, patenten, opdrachten, personeel of goodwill.
Veel maatschappen worden opgericht door mensen met een vrij beroep, zoals artsen, tandartsen, medisch specialisten, advocaten, accountants en fysiotherapeuten. Vanwege de aansprakelijkheidsregeling wordt hier steeds meer gekozen voor een Besloten Vennootschap (BV). Ook agrarische bedrijven worden nog weleens als maatschap uitgeoefend, bijvoorbeeld van een vader en kind, broers en zussen of een echtpaar. En voor de productie en financiering van een Nederlandse film, zie onder.
De onderlinge afspraken worden vastgelegd in een maatschapscontract. In de regel worden afspraken gemaakt over de inbreng van de vennoten, de winst- en verliesverdeling, de verdeling van de bevoegdheden en wat te doen bij meningsverschillen. De wet geeft beperkingen voor de afspraken die bindend gemaakt kunnen worden: zo is het bijvoorbeeld niet mogelijk om een vennoot uit te sluiten van de winstverdeling, dit is wel mogelijk bij de verliesverdeling. Wanneer de vennoten geen afspraken hebben gemaakt over de winst- en verliesverdeling, wordt er verdeeld naar verhouding van de waarde van inbreng.
In Nederland zijn de regels gegeven in Boek 7a Burgerlijk Wetboek, artikel 1655 - 1689.

## Nederland
In Nederland moet de maatschap sinds 1 juli 2008 worden ingeschreven bij de Kamer van Koophandel, na het van kracht worden van de nieuwe Handelsregisterwet. 
Het is sinds 1 januari 2013 niet meer nodig om geld te betalen voor deze inschrijving, als deze eenmalig is.
De maatschap wordt geregeld in Boek 7A van het Nederlandse Burgerlijk Wetboek. Artikel 1680 bepaalt: "De vennooten kunnen door den schuldeischer, met wien zij gehandeld hebben, aangesproken worden, ieder voor gelijke som en gelijk aandeel, al ware het dat het aandeel in de maatschap van den eenen minder dan dat van den anderen bedroeg; ten zij, bij het aangaan der schuld, derzelver verpligting, om in evenredigheid van het aandeel in de maatschap van elk vennoot te dragen, uitdrukkelijk zij bepaald." Dit is een verschil met de vennootschap onder firma.
De opzegging van een maatschap kan worden vernietigd indien deze in strijd is met de redelijkheid en billijkheid (art. 7A:1688 lid 1)

### Soorten maatschappen
In Nederland zijn er twee verschillende vormen van een maatschap: een stille maatschap en een openbare maatschap. 
Bij de stille maatschap werken de vennoten ieder in hun eigen praktijk en onder hun eigen naam, maar kunnen gezamenlijk personeel aannemen of gespecialiseerde apparatuur aanschaffen. Door deze maatschap is iedere vennoot voordeliger uit. 
Wanneer de vennoten in een maatschap aan het rechtsverkeer deelnemen onder een gemeenschappelijke naam, spreekt men van een openbare maatschap. Een openbare maatschap krijgt dan een aantal kenmerken van een vennootschap onder firma.
Voor de oprichting van een maatschap gelden geen bijzondere vormvereisten.

#### Specifieke maatschappen
Voor zowel de stille maatschap als ook de openbare maatschap is een aantal specifieke vormen te onderscheiden:
- man/vrouw-maatschap
- variant-maatschap
- vlootmaatschap

#### Filmmaatschap
Een filmmaatschap (ook filmfonds genoemd) is een maatschap voor gedeeltelijke financiering van een Nederlandse film (meestal een aparte maatschap voor één film, incidenteel ook weleens een voor twee films). Door de fiscale faciliteit van willekeurige afschrijving worden de productiekosten geboekt als verlies, dat voor een relatief groot deel, tot bijvoorbeeld tweemaal de inleg, wordt toegewezen aan de participanten. Als een participant een natuurlijk persoon is, beperkt dit zijn nettoverlies bij magere resultaten, vooral bij een inkomen in box 1 in de hoogste schijf met een tarief van 52%. Er is dan namelijk een aftrekpost in box 1 van (rekening houdend met de MKB-winstvrijstelling van 14%) 172% van de inleg, die 89,44% van de inleg aan belasting bespaart. Hierbij ontstaat wel een latente belastingclaim: dit kan relevant zijn indien de maatschap wordt gestaakt terwijl de participant per saldo fiscaal gezien nog geen winst heeft behaald (de cumulatieve inkomsten uit exploitatie voor de participant hebben nog niet de afschrijving van 200% van zijn inleg overtroffen). Bij sommige filmmaatschappen is er een beperkte vastgestelde looptijd van bijvoorbeeld twee jaar (gedurende welke naar verwachting de meeste opbrengsten gerealiseerd worden); bij andere filmmaatschappen is het de bedoeling ze tientallen jaren te laten bestaan.
Omdat de onderneming in box 1 valt is de waarde van de participatie(s) niet belast in box 3.

### Modernisering
De huidige wettelijke regeling van de maatschap dateert uit 1838. Er zijn tot dusver drie pogingen geweest om deze regeling te modernisering, maar allen tevergeefs. Nadat de laatste poging tot modernisering in 2011 was gesneuveld, ontstond in 2012 de Werkgroep Van Olffen die in 2016 haar rapport "Modernisering Personenvennootschappen" publiceerde. In het rapport deed de werkgroep een concreet voorstel voor een nieuwe wettelijke regeling. Dit voorstel vormt de basis van het wetsvoorstel dat de minister voor Rechtsbescherming op 21 februari 2019 openstelde voor internetconsultatie. Op 10 oktober 2022 werd een tweede internetconsultatie geopend met een nieuwe versie van het voorstel, waarin de reacties van de vorige consultatie waren verwerkt. Deze tweede consultatieronde sloot op 10 februari 2023.

## België
Belgische maatschappen zijn vennootschappen met een burgerlijk of handelsdoel die geen rechtspersoonlijkheid bezitten. Vennoten van commerciële maatschappen – mogelijk sinds 1995 – zijn onbeperkt en hoofdelijk aansprakelijk voor schulden van de maatschap. In burgerlijke maatschappen is hun aansprakelijkheid ook onbeperkt, maar opgesplitst. Het onderscheid tussen een commerciële maatschap en een burgerlijke maatschap is sinds de wet hervorming ondernemingsrecht (1 november 2018) zonder voorwerp geworden. De maten zijn voortaan altijd hoofdelijk aansprakelijk. 
De partijen bij het vennootschapscontract kunnen vrij de statuten van hun maatschap uitwerken, zolang ze de regels van dwingend recht respecteren. Veelal geven de statuten een beschrijving van het winstoogmerk, zonder hetwelk van een vennootschap (en dus van een maatschap) geen sprake kan zijn. Een maatschap van onbepaalde duur kan op elk moment door elke deelgenoot worden opgezegd. Omwille van hun persoonsgebonden karakter, komen maatschappen ten einde als een vennoot overlijdt of onbekwaam wordt, tenzij de statuten een verblijvings- of voortzettingsbeding bevatten. Om dezelfde reden kunnen de delen in principe slechts worden overgedragen als alle vennoten daarmee instemmen.
Het ingebrachte vermogen in een maatschap is de onverdeelde eigendom van de vennoten. Het betreft een vrijwillige, duurzame en georganiseerde onverdeeldheid.
Sinds 2017 kunnen maatschappen failliet gaan en gerechtelijk gereorganiseerd worden.
Burgerlijke maatschappen zijn fiscaal transparant. In combinatie met een schenking zijn ze een instrument van successieplanning, waarbij de duur van de maatschap wordt gekoppeld aan het leven van de schenker.